# Nathan Phillips
Nathan Phillips, född 1980, är en australisk skådespelare. 
Han är känd för sin roll i filmen Snakes on a plane där han spelar ett mordvittne som ska föras i säkerhet till en rättegång eskorterad av en polis (Samuel L. Jackson). Han har också spelat huvudrollen i skräckfilmen Wolf creek som handlar om tre ungdomar som ska åka och campa men får problem med en person.